# Fiesta callejera
Fiesta callejera o Tocada es el nombre popular que se le da a las fiestas realizadas en la calle en varios países, como México.
Durante muchos años a la falta de locales en donde realizar una celebración, o por falta de recursos económicos para las mismas, las fiestas se realizan en la calle. Usualmente se consigue un permiso de las autoridades locales y en pleno asfalto se colocan sillas y mesas y se improvisa una pista de baile. 
Se realizan para diversas celebraciones, bodas, primeras comuniones, cumpleaños, bautizos, quince años, graduaciones, etcétera. Suelen ser muy estridentes y duran hasta altas horas de la madrugada y aunque son motivo de quejas por los vecinos, son a su vez parte de la cultura popular. Se toca la música popular del momento y en general temas bailables. Los invitados son gente conocida por los anfitriones, aunque si no hay impedimento, cualquiera puede integrarse a la fiesta y al baile. 
También suelen ser organizadas por alguna empresa privada, como es el caso del sonido móvil Polymarchs. 
- Datos: Q5861666